# Francesco Straniero Sergio
Francesco Straniero Sergio (Roma, 4 marzo 1959 – Roma, 18 luglio 2011) è stato un linguista italiano, tra i maggiori esperti internazionali negli studi sull’interpretazione in Lingua russa.

## Biografia
Straniero, dopo la maturità classica, ottiene il Diploma di Interprete Parlamentare in Lingua inglese presso la Scuola Superiore per Interpreti e Traduttori di Roma nell'anno accademico 1979/80 e quindi, nel 1984, la Laurea in Interpretazione in Lingua inglese e Lingua russa, conseguita presso la Scuola Superiore di lingue moderne per interpreti e traduttori dell'Università degli Studi di Trieste, con una Tesi sul “Il lessico militare nel linguaggio politico sovietico”.
Avvia la propria carriera accademica nel 1988 come Professore a Contratto presso la Scuola Superiore di Lingue Moderne per Interpreti e Traduttori dell'Università degli studi di Trieste. Una carriera che prosegue come Ricercatore nel 1994, quindi, dal 2000, assume l'incarico di Professore Associato in Scienze del linguaggio, dell'interpretazione e traduzione. Dal 1985 al 1994  è stato anche interprete free-lance di simultanea e consecutiva da e verso le lingue russa e inglese. Sede professionale Roma.

## Contributo scientifico
Sin dai primi anni degli anni Ottanta ha intrapreso ricerche pionieristiche nell'ambito delle metodologie didattiche nell'interpretazione, analisi degli errori e linguistica contrastiva (Linguistica comparativa). Ma la produzione scientifica più rilevante ed innovativa è stata sicuramente quella dedicata  all'interpretazione dialogica, con particolare focalizzazione a quella sviluppata nel contesto televisivo. Il suo lavoro in questo ambito ha prodotto significative novità teoriche, soprattutto nell'approccio alla traduzione nell'interazione bilingue.
Al suo contributo scientifico, si aggiungono anche significativi contributi extra-accademici, che lo vedono impegnato sul fronte dei diritti umani e politici, quelli che Straniero definiva “lo zoccolo duro”, fino ad essere tra i pochissimi stranieri che si unirono in piazza alla popolazione civile moscovita nella drammatica difesa del parlamento russo la notte del 21 agosto, contro il Colpo di stato sovietico del 1991.

### Pubblicazioni rilevanti
Tra la vasta bibliografia di Straniero, si segnalano alcune delle principali pubblicazioni:
- Straniero Sergio F. (2008), Elementi di grammatica contrastiva russo-italiano, Aracne, ISBN 8854821969
- Straniero Sergio F. (2007), Talkshow interpreting: la mediazione linguistica nella conversazione spettacolo, ed. EUT, ISBN 8883032098
- Straniero Sergio, F. (2007). La mediazione linguistica nella conversazione spettacolo. Trieste: EUT
- Straniero Sergio F. (2004) Aspetti morfosintattici e sociolinguistici dell'influenza dell'Inglese sulla lingua Russa,  SSLMIT, Università degli Studi di Trieste.
- Straniero Sergio, F. (2004). “Media Interpreting e la creazione di un laboratorio didattico sulla qualità”. In P. Kroker & B. Osimo (eds.). Tradurre non è interpretare. Milano: Alinea
- Straniero Sergio, F. (2003). “Norms and quality in media interpreting: the case of formula one press-conference”. The Interpreters' Newsletter 12, 135-174
- Straniero Sergio F., Katan D. M. (2003) “Submerged Ideologies in Media Translating” in Apropos of Ideology: Translation Studies on Ideology – Ideologies in Translation Studies, (ed) Pérez, María Calzada, St. Jerome, Manchester UK/Northampton MA, pp. 130–144.
- Caterina Falbo, Mariachiara Russo, Francesco Straniero Sergio (1999), Interpretazione simultanea e consecutiva: problemi teorici e metodologie didattiche,  Hoepli, ISBN 882032606X
- Straniero Sergio F. (1999) “Dalla langue de bois all'anglorussjij: note sull'evoluzione del linguaggio economico russo”, in Didattica delle lingue di specialità. A cura di C. Taylor, Trieste, Edizioni Università di Trieste, Università Commerciale Luigi Bocconi, pp. 203–223.
- Caterina Falbo, Mariachiara Russo e Francesco Straniero Sergio (a cura di) (1999), Interpretazione simultanea e consecutiva. Problemi teorici e metodologie didattiche, Milano, Hoepli. ISBN 88-203-2606-X.
- Straniero Sergio F. (1997a) Interpretazione simultanea dal russo in italiano. Fondamenti teorici e applicazioni pratiche, Trieste, Edizioni Goliardiche.
- Straniero Sergio F. (1997b) “La produzione della produzione prodotta ovvero tautologie e catene nominali nell'interpretazione simultanea dal russo in italiano”, in Nuovi orientamenti negli studi sull'interpretazione. A cura di L. Gran & A. Riccardi, Trieste, Università degli Studi, pp. 159–177.
- Straniero Sergio F. (1992), Nel nome di Vladimir Il'ic: analisi retorico-argomentativa della figura di Lenin nei discorsi di M. S. Gorbacev, Università degli Studi di Trieste.
- Straniero Sergio, F. (1999a). “I (Paolo) Limiti dell'interpretazione, ovvero i mediatori antagonisti del testo televisivo”. Relazione presentata al Congresso di fondazione dell'Associazione italiana di linguistica applicata AITLA, Pisa 22 e 23.10.1999. Retrieved November 21, 2006, from https://web.archive.org/web/20100728103944/http://home.sslmit.unibo.it/~aitla/pisa/straniero.htm
- Straniero Sergio, F. (1999b). “The interpreter on the (talk) show. Interaction and participation frameworks”. The Translator 5: 2, 303-326